# Prva Makedonska Liga 2013/14
Die Prva Makedonska Liga 2013/14 war die 22. Saison der höchsten mazedonischen Spielklasse im Männerfußball. Sie begann am 4. August 2013 und endete im Juni 2014 mit der 33. und letzten Runde. Am Ende dieser Saison mussten vier Mannschaften abgestiegen, um die Liga ab nächster Saison nur noch mit 10 Mannschaften austragen zu können.
Titelverteidiger war Vardar Skopje.

## Mannschaften
| Verein              | Stadt     | Stadion                  | Kapazität |
| ------------------- | --------- | ------------------------ | --------- |
| FK Bregalnica Štip  | Štip      | Stadtstadion Štip        | 04.000    |
| FK Gorno Lisiče     | Skopje    | Boris-Trajkovski-Stadion | 03.000    |
| FK Gostivar         | Gostivar  | Stadtstadion Gostivar    | 03.000    |
| FK Horizont Turnovo | Turnovo   | Kukuš-Stadion            | 01.500    |
| Makedonija Skopje   | Skopje    | Gjorče-Petrov-Stadion    | 03.000    |
| FK Metalurg Skopje  | Skopje    | Železarnica-Stadion      | 04.000    |
| FK Napredok Kičevo  | Kičevo    | Stadtstadion Kičevo      | 05.000    |
| FK Pelister Bitola  | Bitola    | Tumbe-Kafe-Stadion       | 15.000    |
| Rabotnički Skopje   | Skopje    | Philip-II-Arena          | 36.400    |
| FK Renova Džepčište | Džepčište | Stadtstadion Tetovo      | 20.000    |
| KF Shkëndija        | Tetovo    | Stadtstadion Tetovo      | 20.000    |
| Vardar Skopje       | Skopje    | Philip-II-Arena          | 36.400    |

## Abschlusstabelle
| Pl. | Verein                | Sp. | S  | U  | N  | Tore    | Diff. | Punkte |
| --- | --------------------- | --- | -- | -- | -- | ------- | ----- | ------ |
| 1.  | Rabotnički Skopje     | 33  | 18 | 8  | 7  | 066:350 | +31   | 62     |
| 2.  | FK Horizont Turnovo   | 33  | 18 | 6  | 9  | 061:330 | +28   | 60     |
| 3.  | FK Metalurg Skopje    | 33  | 16 | 11 | 6  | 048:290 | +19   | 59     |
| 4.  | KF Shkëndija          | 33  | 16 | 9  | 8  | 053:320 | +21   | 57     |
| 5.  | Vardar Skopje (M)     | 33  | 15 | 11 | 7  | 055:320 | +23   | 56     |
| 6.  | FK Pelister Bitola    | 33  | 14 | 10 | 9  | 040:400 | ±0    | 52     |
| 7.  | FK Bregalnica Štip    | 33  | 11 | 11 | 11 | 034:340 | ±0    | 44     |
| 8.  | FK Renova Džepčište   | 33  | 10 | 14 | 9  | 042:460 | −4    | 44     |
| 9.  | FK Gorno Lisiče (N)   | 33  | 9  | 12 | 12 | 034:370 | −3    | 39     |
| 10. | Makedonija Skopje (N) | 33  | 9  | 5  | 19 | 040:560 | −16   | 32     |
| 11. | FK Napredok Kičevo    | 33  | 3  | 9  | 21 | 027:750 | −48   | 18     |
| 12. | FK Gostivar (N)       | 33  | 3  | 6  | 24 | 019:700 | −51   | 15     |

| (M) | amtierender mazedonischer Meister |
| (N) | Neuaufsteiger                     |

## Kreuztabelle
| Erste Runde (Runden 1–22) | Erste Runde (Runden 1–22) | Erste Runde (Runden 1–22) | Erste Runde (Runden 1–22) | Erste Runde (Runden 1–22) | Erste Runde (Runden 1–22) | Erste Runde (Runden 1–22) | Erste Runde (Runden 1–22) | Erste Runde (Runden 1–22) | Erste Runde (Runden 1–22) | Erste Runde (Runden 1–22) | Erste Runde (Runden 1–22) | 2013/14             | Rückrunde (Runden 23–33) | Rückrunde (Runden 23–33) | Rückrunde (Runden 23–33) | Rückrunde (Runden 23–33) | Rückrunde (Runden 23–33) | Rückrunde (Runden 23–33) | Rückrunde (Runden 23–33) | Rückrunde (Runden 23–33) | Rückrunde (Runden 23–33) | Rückrunde (Runden 23–33) | Rückrunde (Runden 23–33) | Rückrunde (Runden 23–33) |
| ------------------------- | ------------------------- | ------------------------- | ------------------------- | ------------------------- | ------------------------- | ------------------------- | ------------------------- | ------------------------- | ------------------------- | ------------------------- | ------------------------- | ------------------- | ------------------------ | ------------------------ | ------------------------ | ------------------------ | ------------------------ | ------------------------ | ------------------------ | ------------------------ | ------------------------ | ------------------------ | ------------------------ | ------------------------ |
| Rabotnički Skopje         | FK Horizont Turnovo       | FK Metalurg Skopje        | KF Shkëndija              | Vardar Skopje             | FK Pelister Bitola        |                           | FK Renova Džepčište       | FK Gorno Lisiče           | Makedonija Skopje         | FK Napredok Kičevo        | FK Gostivar               | Verein              | Rabotnički Skopje        | FK Horizont Turnovo      | FK Metalurg Skopje       | KF Shkëndija             | Vardar Skopje            | FK Pelister Bitola       |                          | FK Renova Džepčište      | FK Gorno Lisiče          | Makedonija Skopje        | FK Napredok Kičevo       | FK Gostivar              |
|                           | 5:3                       | 1:1                       | 5:0                       | 2:1                       | 4:0                       | 3:0                       | 0:0                       | 2:2                       | 1:0                       | 4:3                       | 2:0                       | Rabotnički Skopje   |                          | –                        | 1:2                      | –                        | 3:1                      | –                        | 4:0                      | –                        | 2:0                      | 2:0                      | –                        | 3:0                      |
| 3:0                       |                           | 0:0                       | 3:1                       | 2:0                       | 0:2                       | 3:1                       | 4:0                       | 1:1                       | 5:1                       | 4:0                       | 5:1                       | FK Horizont Turnovo | 1:0                      |                          | –                        | 0:2                      | –                        | 1:0                      | –                        | 1:1                      | 2:0                      | –                        | 4:0                      | –                        |
| 0:0                       | 1:0                       |                           | 2:0                       | 3:0                       | 2:4                       | 1:2                       | 1:0                       | 2:1                       | 1:0                       | 0:0                       | 4:0                       | FK Metalurg Skopje  | –                        | 1:2                      |                          | 1:2                      | 2:1                      | 3:1                      | –                        | 2:2                      | 1:0                      | –                        | 2:0                      | –                        |
| 2:2                       | 0:3                       | 0:0                       |                           | 3:1                       | 0:0                       | 2:0                       | 0:0                       | 0:3                       | 3:0                       | 3:2                       | 4:0                       | KF Shkëndija        | 3:1                      | –                        | –                        |                          | –                        | 4:0                      | 0:2                      | 5:0                      | –                        | 4:0                      | –                        | –                        |
| 1:1                       | 1:1                       | 3:0                       | 0:0                       |                           | 1:1                       | 1:0                       | 1:1                       | 2:0                       | 4:1                       | 3:0                       | 4:0                       | Vardar Skopje       | –                        | 2:1                      | –                        | 1:2                      |                          | 0:0                      | –                        | 5:1                      | 1:0                      | –                        | 6:0                      | –                        |
| 1:0                       | 0:0                       | 2:2                       | 1:0                       | 1:2                       |                           | 1:0                       | 0:4                       | 1:0                       | 2:1                       | 4:0                       | 1:0                       | FK Pelister Bitola  | 1:2                      | –                        | 1:3                      | –                        | –                        |                          | 1:1                      | –                        | 1:0                      | 2:1                      | –                        | 2:0                      |
| 1:1                       | 2:0                       | 0:0                       | 1:1                       | 1:1                       | 3:0                       |                           | 0:0                       | 1:1                       | 0:0                       | 2:2                       | 2:1                       | FK Bregalnica Štip  | –                        | 1:0                      | 0:1                      | –                        | 0:0                      | -                        |                          | –                        | –                        | 1:2                      | –                        | 3:0                      |
| 1:1                       | 4:2                       | 1:1                       | 1:3                       | 0:0                       | 1:2                       | 3:1                       |                           | 0:0                       | 2:1                       | 2:0                       | 3:0                       | FK Renova Džepčište | 2:6                      | –                        | –                        | –                        | –                        | 2:1                      | 1:0                      |                          | 1:1                      | 4:2                      | –                        | 0:1                      |
| 1:0                       | 0:2                       | 0:0                       | 2:1                       | 2:2                       | 2:2                       | 0:3                       | 1:2                       |                           | 1:0                       | 2:0                       | 2:2                       | FK Gorno Lisiče     | –                        | –                        | –                        | 0:2                      | –                        | –                        | –                        | 0:0                      |                          | 3:1                      | 4:1                      | 1:1                      |
| 2:3                       | 2:1                       | 1:1                       | 0:0                       | 1:3                       | 0:0                       | 3:0                       | 2:1                       | 1:1                       |                           | 3:1                       | 4:0                       | Makedonija Skopje   | –                        | 1:2                      | 1:3                      | 1:3                      | 2:2                      | –                        | –                        | –                        | –                        |                          | –                        | 2:1                      |
| 1:3                       | 2:2                       | 0:2                       | 0:0                       | 0:1                       | 2:2                       | 0:2                       | 1:1                       | 1:1                       | 2:1                       |                           | 3:0                       | FK Napredok Kičevo  | 0:2                      | –                        | –                        | –                        | –                        | 1:3                      | 1:3                      | 0:0                      | –                        | 1:3                      |                          | –                        |
| 2:0                       | 0:1                       | 3:1                       | 0:0                       | 1:2                       | 1:1                       | 0:1                       | 1:1                       | 0:2                       | 0:1                       | 0:0                       |                           | FK Gostivar         | –                        | 1:2                      | 1:5                      | 0:3                      | 0:2                      | –                        | –                        | –                        | –                        | –                        | 2:3                      |                          |

## Torschützenliste
| Pl. | Name             | Team                | Tore |
| --- | ---------------- | ------------------- | ---- |
| 01. | Dejan Blazhevski | FK Horizont Turnovo | 19   |
| 02. | Borče Manevski   | Rabotnički Skopje   | 17   |
| 03. | Muzafer Ejupi    | FK Horizont Turnovo | 15   |
| 04. | Krste Velkoski   | Rabotnički Skopje   | 13   |
| 04. | Stenio Junior    | FK Pelister Bitola  | 13   |
| 06. | Ermadin Adem     | Makedonija Skopje   | 11   |